# Johann Schelle
Johann Schelle (Geising (Ertsgebergte), 6 september 1648 - Leipzig, 10 maart 1701) was een Duitse barokcomponist.

## Leven

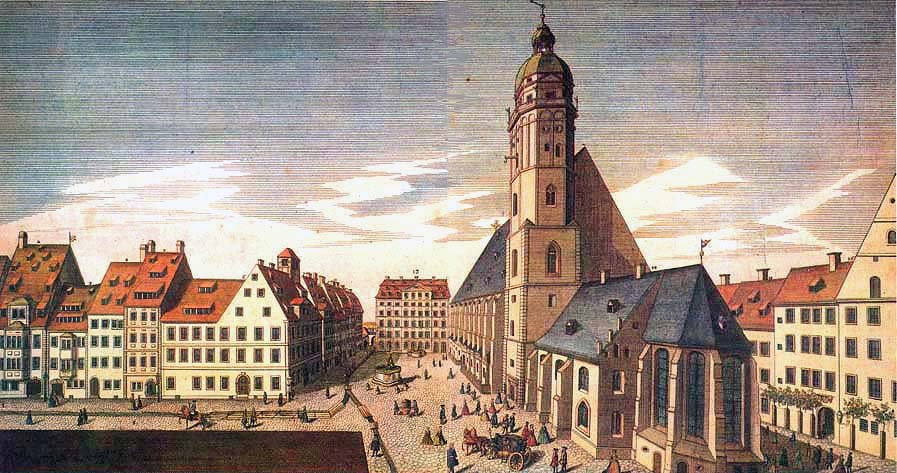
Thomaskerk en Thomasschool in Leipzig, Stich 1735.

De zoon van de cantor en rector Jonas Schelle werd, toen hij pas zeven jaar oud was, al sopraan van de Koninklijke Saksische hofkapel te Dresden, onder leiding van Heinrich Schütz. 
Op zijn voordracht werd Schelle in 1657 als koorlid in de Hertogelijke kapel in Wolfenbüttel aangenomen, waar  Heinrich Schütz als Kapelmeester voor werkte.
Von 1665 tot 1667 was Schelle zanger bij het Thomanerchor van de  Thomasschule in Leipzig. Zijn inschrijving aan de Universiteit van Leipzig volgde op 31 januari  1667. Op voordracht van Sebastian Knüpfer werd hij in 1670 cantor aan de school van Eilenburg. Hij verzorgde  als een van de eersten de uitvoering van Duitstalige cantates in de eredienst.
Van 31 januari 1677 tot zijn dood was Schelle Thomascantor in onder meer de Thomaskirche (Leipzig), als opvolger van Sebastian Knüpfer en  voorganger van Johann Kuhnau. Tegelijkertijd was hij „Director chori musici“ voor de stad Leipzig. Hij voerde in Leipzig de verbinding van gezongen evangelietekst met geestelijke liederen en de Koraalcantate in en componeerde vooral vocale en instrumentale kerkmuziek.
Leerlingen van Schelle waren onder anderen Johann Theodor Roemhildt, Friedrich Wilhelm Zachow, Reinhard Keiser, Christoph Graupner en Johann David Heinichen.

## Werken
Het grootste deel van zijn scheppingen bestaat uit geestelijke werken met een Duitse tekst, waarvan er overigens maar weinig tijdens zijn leven zijn gepubliceerd. Enkele kerkliederen van zijn hand werden rond 1693 in het gezangboek Der andächtige Student van Joachim Feller opgenomen. De manuscripten van 25 cantates bevinden zich in de bibliotheek van Berlijn.
Deze werken illustreren de betekenis van Schelle voor deze muzieksoort. Hij was bijvoorbeeld een van de eersten die Bijbelteksten en vrije poëzie met elkaar verbond. De koraalcantates  van zijn hand, die behouden zijn gebleven, behoren tot de oudste van hun soort.